# Real City of God vol. 2
The Real City of God vol. 2 to wydana w limitowanym nakładzie 4 lipca 2005 roku składanka amerykańskiej grupy hip-hopowej Ruff Ryders.

## Lista utworów
1. I'm Black – Styles P – 3:49
2. State Your Name – Swizz Beatz, gościnnie Game, Lil’ Flip, Cassidy – 3:16
3. Actin' Up – Word, gościnnie Drag-On – 4:27
4. Lord Geezus – Jin – 3:20
5. I Don't Give a Fuck – The Lox – 4:25
6. If It's Beef – Jadakiss, gościnnie Kartoon, Infa.Red, Flashy – 5:03
7. Do Ya Thang – Infa.Red & Cross, gościnnie Jadakiss – 4:40
8. You Know What This Is – Eve, gościnnie Truth Hurts – 3:23
9. Dirty Dirty Thirsty Thirsty – Yung Wun, gościnnie Swizz Beatz, Jadakiss – 4:42
10. Drug Dealin' (Skit) – 1:34
11. We Done Did That – Infa.Red & Cross, gościnnie Styles P – 3:26
12. Freestyle – Jin, gościnnie Drag-On – 1:57
13. Apitamy – Cross – 1:57
14. Freestyle – Drag-On – 2:03
15. I Get High (Remix) – Styles P, gościnnie Redman, Method Man – 4:16
16. Do What We Gotta Do – Infa.Red – 3:36
17. Hot 97 With DJ Funkmaster Flex (Bonus) – The Lox – 5:11

- I'm Black to singel promujący album „Time Is Money” Stylesa P.
- If It's Beef to utwór ze składanki „The Redemption Vol. 4” Ruff Ryders.
- You Know What It Is to utwór „What” z albumu „Eve-Olution” Eve.
- Dirty Dirty Thirsty Thirsty to singel „Yung Wun Anthem” promujący album „The Dirtiest Thirstiest” Yung Wuna.
- I Get High to remiks utworu „Good Times” promującego albumy „A Gangster and a Gentleman” Stylesa P oraz „G.H.E.T.T.O. Stories” Swizz Beatza.